# FIFA Series
Die FIFA Series ist ein alle zwei Jahre stattfindendes Fußball-Einladungsturnier, das von der FIFA gefördert wird. Bei diesem Wettbewerb treten Nationalmannschaften der Männer verschiedener Konföderationen in internationalen Freundschaftsspielen gegeneinander an. Die erste Austragung dieses Wettbewerbs fand im März 2024 mit 24 Mannschaften aus allen sechs Kontinentalverbänden statt.

## Geschichte
Am 16. Dezember 2022 startete die FIFA einen freundschaftlichen Wettbewerbsvorschlag mit dem Namen "FIFA World Series", um Nationalmannschaften verschiedener Konföderationen mehr Möglichkeiten zu geben, gegeneinander zu spielen. FIFA-Präsident Gianni Infantino bestätigte den Wettbewerb am 16. März 2023, nach seiner Wiederwahl während des 73. FIFA-Kongresses in Kigali, Ruanda. Die erste Ausgabe im Jahr 2024 wird in vier Gastgebernationen ausgetragen und findet vom 22. bis 26. März statt. Insgesamt nehmen 20 Teams teil. Die Serie, die in Sri Lanka stattfindet, soll der Nachfolger des Vier-Nationen-Turniers sein, das zuletzt von Seychellen 2021 gewonnen wurde. Die Series in Ägypten findet vom 22. März bis 26. März 2024 statt und heißt ACUD International Football-Cup.  Das Turnier war ursprünglich nicht Teil der FIFA Series und wurde Winsunited Cup (W Cup) genannt.  Es sollte in Abu Dhabi, Vereinigte Arabische Emirate, gespielt werden. Aufgrund von Sponsoring-Problemen wurde das Turnier jedoch am 14. März 2024 nach Ägypten verlegt und wurde Teil des neuen Turniers. Die FIFA Series bietet Teams, die sich nicht für die Weltmeisterschaft 2026 qualifiziert haben, eine zweite Chance, sich intensiv auf die WM-Qualifikation 2030 vorzubereiten. Hauptsächlich nehmen Teams aus der asiatischen, afrikanischen und ozeanischen Region teil.
"Bei diesen Freundschaftsturnieren mit vier Mannschaften aus verschiedenen Konföderationen kann jeder Spieler Erfahrung sammeln", sagte FIFA-Präsident Gianni Infantino bei einer Pressekonferenz in Al-Rajjan über die Idee des neuen Wettbewerbs.

## Turniere im Überblick
| 2024 | Ägypten           | Kroatien            | 4:2          | Ägypten       | Tunesien         | 0:0 (4:2 i. E.) | Neuseeland |
| 2024 | Sri Lanka         | Zentralaf. Republik | (Ligasystem) | Sri Lanka     | Papua-Neuguinea  | (Ligasystem)    | Bhutan     |
| 2024 | Aserbaidschan     | Bulgarien           | (Ligasystem) | Aserbaidschan | Tansania         | (Ligasystem)    | Mongolei   |
| 2024 | Algerien          | Algerien            | (Ligasystem) | Bolivien      | Südafrika        | (Ligasystem)    | Andorra    |
| 2024 | Saudi-Arabien (A) | Kap Verde           | (Ligasystem) | Guyana        | Äquatorialguinea | (Ligasystem)    | Kambodscha |
| 2024 | Saudi-Arabien (B) | Guinea              | (Ligasystem) | Brunei        | Bermuda          | (Ligasystem)    | Vanuatu    |
| 2026 |                   |                     |              |               |                  |                 |            |

## Austragung 2024

### Teilnehmer
Die folgenden Nationen nahmen an der Veranstaltung 2024 teil:
| Serie/Gastgeber   | Team                         | Konföderation | Rang |
| ----------------- | ---------------------------- | ------------- | ---- |
| Algerien          | Algerien                     | CAF           | 43   |
| Algerien          | Andorra                      | UEFA          | 164  |
| Algerien          | Bolivien                     | CONMEBOL      | 86   |
| Algerien          | Südafrika                    | CAF           | 58   |
| Aserbaidschan     | Aserbaidschan                | UEFA          | 113  |
| Aserbaidschan     | Bulgarien                    | UEFA          | 83   |
| Aserbaidschan     | Mongolei                     | AFC           | 190  |
| Aserbaidschan     | Tansania                     | CAF           | 119  |
| Saudi-Arabien (A) | Kambodscha                   | AFC           | 179  |
| Saudi-Arabien (A) | Kap Verde                    | CAF           | 65   |
| Saudi-Arabien (A) | Äquatorialguinea             | CAF           | 79   |
| Saudi-Arabien (A) | Guyana                       | CONCACAF      | 157  |
| Saudi-Arabien (B) | Bermuda                      | CONCACAF      | 171  |
| Saudi-Arabien (B) | Brunei                       | AFC           | 194  |
| Saudi-Arabien (B) | Guinea                       | CAF           | 76   |
| Saudi-Arabien (B) | Vanuatu                      | OFC           | 170  |
| Sri Lanka         | Sri Lanka                    | AFC           | 204  |
| Sri Lanka         | Bhutan                       | AFC           | 184  |
| Sri Lanka         | Zentralafrikanische Republik | CAF           | 129  |
| Sri Lanka         | Papua-Neuguinea              | OFC           | 165  |
| Ägypten           | Ägypten                      | CAF           | 36   |
| Ägypten           | Kroatien                     | UEFA          | 10   |
| Ägypten           | Neuseeland                   | OFC           | 103  |
| Ägypten           | Tunesien                     | CAF           | 41   |

Ursprünglich wollte Albanien sich durch dieses Turnier für die Europameisterschaft 2024 vorbereiten, lehnte jedoch später die Teilnahme ab. Als Ersatz wurde die Nationalmannschaft von Andorra eingesetzt. Auch Curaçao wollte teilnehmen, wurde aber schließlich durch Bermuda ersetzt.
Obwohl Saudi-Arabien zwei Serien organisiert und veranstaltet, nimmt es selbst nicht am Turnier teil. Gerüchten zufolge soll sich das Turnier Saudi-Arabien auf die sehr wahrscheinliche Ausrichtung der FIFA Fußball-Weltmeisterschaft 2034 vorbereiten.
Von den 24 teilnehmenden Mannschaften haben sich Algerien, Bolivien, Bulgarien, Tunesien, Neuseeland, Ägypten, Kroatien und Südafrika bisher für eine Weltmeisterschaft qualifizieren können.

### Nach Konföderationen
| Konföderation | Teams |
| ------------- | ----- |
| AFC           | 5     |
| CAF           | 9     |
| CONCACAF      | 2     |
| CONMEBOL      | 1     |
| OFC           | 3     |
| UEFA          | 4     |

### Beste Torschützen
- Yassine Benzia – 3 Tore für  Algerien
- Tieri-Teddy Godame – 3 Tore für  Zentralafrikanische Republik
- Mamadou Kané –  3 Tore für  Guinea
- Morlaye Sylla – 3 Tore für  Guinea

## Rekorde
- Höchste Niederlage/Sieg: 21. März 2024 – Guinea 6-0 Vanuatu[8] & 22. März 2024 – Zentralafrikanische Republik 6-0 Bhutan[9]
- Meisten Zuschauer: 26. März 2024 – Ägypten 2-4 Kroatien – 85.350 Zuschauer im Misr-Stadion, Neue Hauptstadt Ägyptens.[10]
- Wenigsten Zuschauer: 26. März 2024 – Neuseeland 0-0 (2-4) Tunesien – 45 Zuschauer in Cairo International Stadium, Kairo.[11]
- Schnellstes Tor: In der 2. Spielminute Ryan Mendes (1-0) für Kap Verde im Spiel gegen Guyana. (21. März 2024)[12]

## Übertragungsrechte
FIFA Series 2024
- FIFA: FIFA+[13]
- Bolivien: BoliviaTV, Bolvision, Tigo Sport 3.[14][15]
- Argentinien: Star+
- Sri Lanka: SBC TV (YouTube)[16]
- Ägypten: ON E – Sports United (YouTube)[17]

FIFA Series 2026
- FIFA: FIFA+